# پس از تو
پس از تو (به انگلیسی: After You) یک رمان عاشقانه نوشته جوجو مویز است. این کتاب نخستین بار در ۲۹ سپتامبر ۲۰۱۵ در بریتانیا چاپ شد. رمان پس از تو، ادامه‌ای است بر کتاب رمان پرفروش قبلی نویسنده با عنوان من پیش از تو که در سال ۲۰۱۲ منتشر شده بود. مویز می‌گوید؛ من قصد نداشتم که ادامه‌ای بر ماجراهای داستان من پیش از تو بنویسم، اما کار بر روی یک اسکریپت سینمایی و خواندن حجم انبوهی از توئیت‌ها و ایمیل‌های به اشتراک گذاشته شده مرا متوجه این موضوع کرد که این مسئله تبدیل به سؤال روزانهٔ اغلب آنها گردیده؛ لو (لوئیز - شخصیت رمان اول) پس از آن ماجراها با زندگی خودش چه کرد. حقیقت اینکه شخصیت‌های اصلی داستان به هیچ عنوان مرا ترک نکردند.

## خلاصه داستان
پس از مرگ ویل که لو را تشویق میکرد که از زندگی اش را لذت ببرد، لو به لندن حرکت می‌کند و شغلی در بار فرودگاه پیدا می‌کند. یک شب، وقتی کسی شروع به حرف زدن با او می‌کند، به پشت‌بام خانه‌اش می‌رود.، لوئیزا از بام پایین می‌افتد. بعد از بهبودی او، او در یک گروه حمایتی در کلیسا شرکت کرد. دختر ویل، لی‌لی در جستجوی اطلاعاتی درباره پدر مرحوم خود، که تا آن زمان مرده بود، به دیدن لو می رود. لی‌لی میخواهد پدربزرگ و مادربزرگش را بهتر بشناسه برای همین با لوئیزا به دیدن آنها رفت. او که از زندگی با مادرش، ناپدری و برادر ناتنی او متنفر است به لوییزا پناه می آورد.
در همین حال، لوئیزا با دایی یکی از بچه‌ها در گروه حمایتی خود آشنا می شود. سم یکی از پرستاران است که به نجات جان او بعد از تصادف سقوط از بالکن کمک کرد.
در ادامه داستان سم در جریان یک حادثه تیر می‌خورد، اما نجات پیدا می‌کند. با این حال رابطه او و لوئیزا به سرانجام نمی‌رسد و لوئیزا برای ادامه زندگی به آمریکا مهاجرت می‌کند.